# Moritz Grunwald
Ernst Moritz Grunwald (geboren 15. Juni 1858 in Posen, Provinz Posen, Königreich Preußen; gestorben nach 1927ancestry.com) war ein deutscher Zeitungsjournalist und Chefredakteur in Berlin, Konstantinopel und an weiteren Orten.

## Leben und Wirken
Moritz Grunwald stammte aus einer jüdischen Familie in der Provinz Posen.
Er studierte in Berlin  und Leipzig und promovierte 1893 in Zürich zum Doktor der Staatswissenschaften.
Moritz Grunwald war zunächst als Redakteur für ein oppositionelles Lokalblatt in Posen tätig, in dem er sich die Sporen verdiente, in unausgesetztem Ringen mit dem Staatsanwalt, der sich dabei stets als der Stärkere erwies. Seit 1882 berichtete er als Journalist aus dem Berliner Reichstag, seit 1884 schrieb  er für die Frankfurter Zeitung und deren Berliner Büro.
1885 wurde er Redakteur der neu gegründeten Freisinnigen Zeitung und leitete deren parlamentarisches Büro.
Seit 1888 war Moritz Grunwald  für die Frankfurter Zeitung als Auslandskorrespondent in Rom tätig. 1890 wurde er dort ausgewiesen, nachdem er die Regierungsmethoden von Ministerpräsident Crispi scharf kritisiert hatte. Danach berichtete er aus Wien und kehrte 1891 nach Crispis Ablösung nach Italien zurück.
Seit 1899 war er als Auslandskorrespondent für die renommierte Berliner Vossische Zeitung vor allem in London tätig.
Seit 1908 gab Moritz Grunwald  die Tageszeitung Osmanischer Lloyd in Konstantinopel heraus, 1914 endete diese Tätigkeit wahrscheinlich wegen Meinungsverschiedenheiten mit dem neuen deutschen Botschafter dort.
Seit 1916 leitete er das literarische Büro der Allgemeinen Elektrizitäts-Gesellschaft (A.E.G.) in Berlin, mindestens bis 1927. Zu dieser Zeit war er etwa 70 Jahre alt.

## Publikationen
Moritz Grunwald veröffentlichte mehrere Schriften, sowie zahlreiche Artikel für verschiedene Zeitungen
- Geschichte der italienischen Zwangspolitik, Stuttgart 1893 Digitalisat, Dissertation in Zürich

- Englische Socialreformer, 1897
- Deutschland in englischer Beleuchtung, 1907
- Was erwarten wir von einem Frieden mit England? 1918